# Tyler Run-Queens Gate
Tyler Run-Queens Gate és una concentració de població designada pel cens dels Estats Units a l'estat de Pennsilvània. Segons el cens del 2000 tenia 2.926 habitants.

## Demografia
Segons el cens del 2000, Tyler Run-Queens Gate tenia 2.926 habitants, 1.435 habitatges, i 730 famílies. La densitat de població era de 724,2 habitants/km².
Dels 1.435 habitatges en un 17,6% hi vivien nens de menys de 18 anys, en un 43,2% hi vivien parelles casades, en un 6,1% dones solteres, i en un 49,1% no eren unitats familiars. En el 42,2% dels habitatges hi vivien persones soles el 22% de les quals corresponia a persones de 65 anys o més que vivien soles. El nombre mitjà de persones vivint en cada habitatge era d'1,95 i el nombre mitjà de persones que vivien en cada família era de 2,67.
Per edats la població es repartia de la següent manera: un 15,4% tenia menys de 18 anys, un 9,6% entre 18 i 24, un 24,6% entre 25 i 44, un 21,6% de 45 a 60 i un 28,7% 65 anys o més.
L'edat mediana era de 45 anys. Per cada 100 dones de 18 o més anys hi havia 79,9 homes.
La renda mediana per habitatge era de 38.523 $ i la renda mediana per família de 48.974 $. Els homes tenien una renda mediana de 34.286 $ mentre que les dones 27.722 $. La renda per capita de la població era de 25.589 $. Entorn del 5% de les famílies i el 7,6% de la població estaven per davall del llindar de pobresa.

## Poblacions més properes
El següent diagrama mostra les poblacions més properes.